# أندريه بابيش
أندريه بابيش (بالتشيكية: Andrej Babiš) هو سياسي ورجل أعمال تشيكي من حزب أنو 2011 ولد في يوم 2 سبتمبر 1954 في مدينة براتيسلافا لأب من أصل سلوفاكي وأم ألمانية الأصل. يشغل منصب رئيس وزراء التشيك منذ ديسمبر 2017. بعد الثورة المخملية كان يعتبر ثاني أغنى رجل في جمهورية التشيك وقدرت ثروته ب4.04 مليار دولار حسب موقع بلومبرغ.